# Automatic Driving

Symbol der Betriebsart Automatic Driving im Driver Machine Interface (DMI)

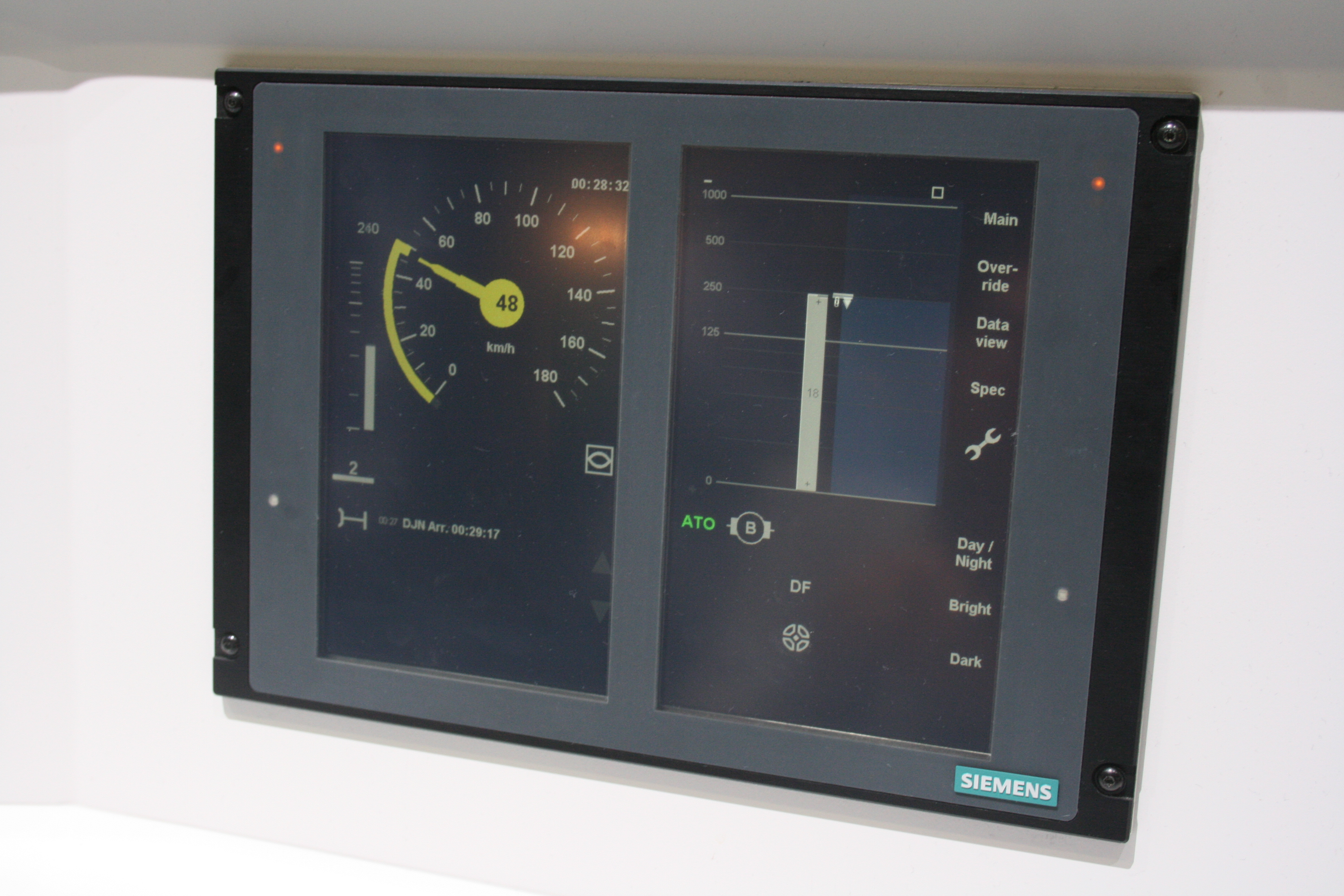
DMI eines unter ETCS mit ATO nahe an der Bremskurve automatisch fahrenden Thameslink-Triebzugs (Präsentation auf der Innotrans 2016, Anzeige entspricht nicht vollständig der Spezifikation von 2023)

Automatic Driving (Abk. AD) ist eine Betriebsart des europäischen Zugbeeinflussungssystems ETCS. Aufbauend auf die Vollüberwachung von ETCS (Betriebsart Full Supervision) steuert ETCS/ATO-Fahrzeuggerät, an Stelle des Triebfahrzeugführers, Traktion und Bremse des Zuges.
Automatic Train Operation wird im Automatisierungsgrad 2 (GoA 2) umgesetzt. Es wurde im Rahmen des Programms Shift2Rail entwickelt und mit der TSI ZZS 2023 im September 2023 in Kraft getreten. ATO over ETCS ist Gegenstand verschiedener Subsets der ETCS-Spezifikation. Anhand von Entwürfen jener Spezifikation wurde es unter anderem bereits bei Thameslink und der Digitalen S-Bahn Hamburg umgesetzt. Es soll zukünftig beispielsweise auch im Digitalen Knoten Stuttgart und bei Cross River Rail zum Einsatz kommen.
ATO over ETCS in den höheren Automatisierungsgraden 3 und 4 ist in Entwicklung unter anderem Gegenstand des Shift2Rail-Nachfolgeprogramms Europe's Rail.